# Kamaitachi
Kamaitachi a fost o trupă de visual kei formată în anul 1985.

## Membrii
- Sceana-voce
- Kazzy-chitară
- Mogwai-chitară bas
- Ken-chan-baterie